# Stjepan I. Lacković
Stjepan I. Lacković (na mađarskom: Lackfy ili Lackfi István I.), (*? - †1353.), hrvatsko-slavonsko-dalmatinski ban iz velikaške obitelji Lacković.

## Životopis
Stjepan I. Lacković bio je sin osnivača obiteljske loze - Ladislava (Lacka). Imao je titulu erdeljskog (transilvanijskog) vojvode, gospodara pokrajine koja je u ono vrijeme (14. stoljeće) bila sastavni dio Ugarskog kraljevstva.
Godine 1350. izabran je za bana Hrvatske, Slavonije i Dalmacije i tu je dužnost obnašao do 1352. Dana 30. listopada 1350. kralj Ljudevit (Ludovik) I. Anžuvinac darovao mu je Međimurje zajedno s čakovečkom utvrdom i Svetom Jelenom (gdje je njegov sin Stjepan II. kasnije osnovao samostan), te je sljedećih 47 godina, sve do 1397., taj najsjeverniji kraj Hrvatske bio u vlasništvu obitelji Lacković.
Vršeći najviše zapovjedne dužnosti, sudjelovao je brojnim bitkama i ratovima koje je vodio kralj Ljudevit sredinom 14. stoljeća, među kojima su bitke kod gradova Averse i Napulja u današnjoj Italiji.
Stjepan I. imao je šestero djece, među kojima i Stjepana II., također istaknutog hrvatskog bana.  